# All My Life (Lil Durk)
All My Life è un singolo del rapper statunitense Lil Durk, pubblicato il 12 maggio 2023 come primo estratto dal suo ottavo album in studio Almost Healed.

## Descrizione
Il brano vede la partecipazione del rapper statunitense J. Cole ed è stato prodotto da Dr. Luke.
Il 13 ottobre 2023 sono stati pubblicati due remix del brano, uno in partecipazione con il cantante nigeriano Burna Boy e uno con la boy band sudcoreana Stray Kids.
Il brano è stato nominato come miglior interpretazione rap melodica ai Grammy Awards 2024, trionfando nella suddetta categoria.

## Tracce
Versione originale
Testi e musiche di Durk Banks, Jermaine Cole, Łukasz Gottwald, Rocco Valdes, Ryan Ogren, Gamal Lewis e Theron Thomas.
1. All My Life (feat. J. Cole) – 3:45

Remix
1. All My Life (Burna Boy Remix) (feat. Burna Boy e J. Cole) – 4:24 (Durk Banks, Damini Ogulu, Jermaine Cole, Łukasz Gottwald, Rocco Valdes, Ryan Ogren, Gamal Lewis, Theron Thomas)
2. All My Life (Stray Kids Remix) (con Stray Kids) – 4:24 (Banks, Bang Chan, Changbin, Han, Gottwald, Valdes, Ogren, Lewis, Thomas)
3. All My Life (feat. J. Cole) – 3:45 (Banks, Cole, Gottwald, Valdes, Ogren, Lewis, Thomas)